# Jenaer Hanfrieds
Die AFV Jenaer Hanfrieds sind ein ostdeutscher American-Football-Verein. Der Name des Vereins leitet sich ab vom Spitznamen des Gründers der Jenaer Universität Johann Friedrich I. Hanfried, der in Form einer Statue den Marktplatz Jenas schmückt. In der rechten Hand hält er ein Schwert und in der linken Hand ein Buch. Das Schwert symbolisiert das Kämpferische und das Buch die Religion. In einem älteren Logo der Jenaer Hanfrieds wurde das Buch gegen einen Football ausgetauscht.

## Geschichte
Im Januar 1993 erfolgte die Gründung der Jenaer Hanfrieds. 1993 war kein Ligabetrieb, sondern Trainingsjahr. 1994 war der  Start in der Aufbauliga-Ost und Einzug in die Landesliga. Aus wirtschaftlichen und territorialen Gründen wurde 1995 ein Wechsel in die Bayernliga erwogen. Dieser wurde vom Ostdeutschen Football-Verband erfolgreich verhindert. 1995 erfolgte die  Gründung der Unterabteilung Cheerleading.
Nach der Gewinnung eines amerikanischen Trainers war 1996 erstmals Spielbetrieb in der Landesliga, der angestrebte obere Tabellenplatz konnte nicht erreicht werden. 1997 fand kein Ligabetrieb statt, da finanzielle Unterstützungen kurzfristig abgesagt wurden. 1998 kam es zur Verpflichtung von drei amerikanischen Trainern, die Saison wurde mit 4 Niederlagen zu 4 Siegen und 170:152 Punkten abgeschlossen.
1999 wurden die ostdeutschen Landes- und Oberligen zusammengelegt. Die Jenaer Hanfrieds blieben die ganze Saison ohne Sieg in der neuen Oberliga; lediglich die Cheerleader errangen bei den ostdeutschen Meisterschaften den 4. Platz. Nach Beschluss des Ostdeutschen Football-Verbandes wurden die Jenaer Hanfrieds sowie 7 weitere Vereine im Jahre 2000 westlichen Verbänden zugesprochen und hatten somit die Entscheidung, in ihren alten Ligen weiter zu spielen oder in die gleiche Ligaklasse des neuen Verbandes zu wechseln. Der Vorstand der Jenaer Hanfrieds entschied sich für den hessischen Verband unter der Leitung von Robert Huber, welcher gleichzeitig auch 1. Vorsitzender des gesamtdeutschen Dachverbandes AFVD war. Dieser Wechsel stellte sich positiv dar, denn die Hanfrieds schlossen die Saison mit einem 4. Platz, 6 Siegen, 5 Niederlagen sowie einem Unentschieden und 183:148 Punkten ab.
Die bisher erfolgreichste Saison war 2001. Mit Unterstützung eines amerikanischen Trainers und drei amerikanischen Spielern zogen die Hanfrieds in die Play-offs ein und wurden Vizemeister der Oberliga Hessen/Thüringen/Saarland/Rheinland-Pfalz. Die Cheerleader belegten bei den hessischen Meisterschaften Platz 1 und qualifizierten sich damit erstmals für die deutschen Meisterschaften.
2002 hatten die Hanfrieds eine gute Saison. Nach zehn Spielen standen sie als ungeschlagener Meister der Oberliga fest und stiegen in die Regionalliga-Mitte auf. Erwähnenswert ist dabei auch der Seasonscore von 417:61. 2003 war Ziel der Jenaer der Klassenerhalt und eine sportliche Weiterentwicklung der Mannschaft. Dafür wurde als neuer Headcoach der Amerikaner Ryan Dean Ruschhaupt verpflichtet. Das Ziel des Ligaverbleibs wurde nicht erreicht.
Unter dem neuen Coach Simon Schwinger erreicht die Mannschaft 2004 eine Saison mit nur 2 Niederlagen und Platz 2 in der Tabelle, der zum Aufstieg in die Regionalliga reichte. Die Cheerleader treten erstmals in allen drei Alterskategorien zur thüringisch-hessischen Landesmeisterschaft an. Alle drei Teams erreichten den Landesmeisterschaftstitel.
Die Jenaer Hanfrieds erzielten 2005 in der Regionalliga-Mitte vor den Obertshausen Blizzards den 1. Tabellenplatz und sicherten sich die Teilnahme an den Relegationsspielen für die 2. Bundesliga-Süd. Hier trafen sie auf die Rosenheim Rebels, gegen die sie ein Spiel gewannen und eines verloren. Es siegte jeweils das Heimteam. Am Ende sprach das Punkteverhältnis für die Hanfrieds und den Aufstieg in die 2. Bundesliga Süd.
Dem Pre-Season-Spiel im Rahmen des Charity Bowls gegen den Erstligisten Hamburg Blue Devils, welches in einem 48:00-Sieg für die Hamburger endete, folgte eine harte Saison 2006 für die Jenaer Hanfrieds. Ohne einen einzigen Sieg beendeten sie diese Saison und stiegen wieder in die Regionalliga-Mitte ab. 2007 erfolgte die  Umbenennung in Injoy Hanfrieds Jena. In der Saison 2007 erreichten sie den fünften Platz in der Regionalliga-Mitte, gefolgt von einem vierten Platz 2008. 2007 wurde auch eine Baseballabteilung im Verein gegründet, die im selben Jahr in den Mitteldeutschen Baseball- und Softballverband (MBSV) aufgenommen wurde und seit 2009 am Spielbetrieb teilnimmt. Ihr gelang 2010 die Vizemeisterschaft in der Landesliga.

## Teams der Jenaer Hanfrieds
- Herrenmannschaft American Football
- Jugendmannschaft American Football
- Cheerleader-Squad Damen
- Cheerleader-Squad Jugend
- Cheerleader-Squad PeeWees
- Unterabteilung Baseball